# Alberto Bretón
Alberto Bretón Rodríguez (Logroño, 12 de septiembre de 1964) es un político español que militó en el Partido Popular de La Rioja por el que llegó a ser brevemente diputado autonómico de la VI legislatura y casi toda la X legislatura en el Parlamento de La Rioja, cargo al que renunció poco después de su elección la primera vez para ser consejero del gobierno de La Rioja, y senador en el Senado de España de la X legislatura durante apenas un mes (de noviembre a diciembre de 2011).
Desde 2023, está en el partido Por La Rioja (PLRi) fundado por él mismo como escisión del PP riojano.

## Biografía
Alberto Bretón nació el 12 de septiembre de 1964 en Logroño, entonces capital de la provincia homónima.
Se licenció en Derecho por la Universidad de Zaragoza. Obtuvo un diplomado en dirección y gerencia pública por la Escuela Riojana de Administración Pública (ERAP) y comenzó estudios de doctorado por las universidades Carlos III y la de La Rioja.
Comenzó a desarrollarse profesionalmente como funcionario de carrera de la Escala de Letrados del Cuerpo Facultativo Superior de Administración Especial de la Comunidad Autónoma de La Rioja. En 1999 sería nombrado Director General de los Servicios Jurídicos del Gobierno de La Rioja durante la presidencia del popular Pedro Sanz.
En 2002 se afilia al Partido Popular de La Rioja.
En 2003 acudiría como sexto en las listas del PP riojano a las elecciones al Parlamento de La Rioja, obteniendo escaño en el Parlamento autonómico para la VI legislatura del mismo gracias a los 17 de 33 escaños obtenidos por el PP riojano. Aunque renunciaría pronto a su escaño, el 10 de julio, habiendo tomado posesión del mismo el 23 de junio, para incorporarse al gobierno de Pedro Sanz como Consejero de Administraciones Públicas y Política Local, puesto parecido al que había ejercido entre 2002 y 2003 como Consejero de Desarrollo Autonómico y Administraciones Públicas tras finalizar su etapa como Director General de los Servicios Jurídicos.
En 2007 renunció a sus cargos, siendo reemplazado por Conrado Escobar en la etapa de 2007 a 2011.
En 2011 fue candidato a senador en las elecciones generales por la circunscripción electoral de La Rioja, siendo electo en las mismas. Renunció como senador el 30 de diciembre de 2011, apenas un mes después de haber tomado posesión.
En 2012 fue nombrado delegado del gobierno de España en La Rioja, cargo que ejercería hasta 2018, con el fin del segundo gobierno de Mariano Rajoy.
En abril de 2017 fue nombrado Vicesecretario de Transparencia y Participación del PP de La Rioja. Ejercería el cargo hasta 2020.
En 2019 fue Consejero de Políticas Sociales, Familia, Igualdad y Justicia en el gobierno de José Ignacio Ceniceros. Llegadas las elecciones autonómicas de ese año, volvió a ingresar la candidatura popular ocupando el quinto lugar, siendo electo tras los comicios del 26 de mayo, convirtiéndose en diputado de la X legislatura de La Rioja.
En enero de 2020 fue nombrado Secretario General del PP de la Rioja. En abril de 2021 cesó del cargo de Secretario General según él por discrepancias con la dirección regional del partido y para impulsar así la celebración de un nuevo congreso del PP de La Rioja.
El 17 de enero de 2023 abandonó el PP después de un largo conflicto entre la sección riojana del partido y la dirección nacional del partido que no convocaba el comité regional desde 2021 y en 2023 nombró a Gonzalo Capellán como «número uno» sin consultar al PP riojano. El 19 de enero se formalizó su baja en el Parlamento de La Rioja.
En febrero de 2023 presentó un nuevo partido político en La Rioja, Por La Rioja (PRLi), de tinte regionalista y con intenciones a acudir a las elecciones municipales y autonómicas de 2023.
Para las elecciones municipales de 2023 en La Rioja, se presentó como candidato a la alcaldía de Logroño por el PLRi. Con 2399 votos, el PLRi no obtuvo ninguna concejalía en la capital riojana en las elecciones municipales de 2023 en Logroño.
En octubre de 2023 abandonó la secretaría general del PRLi por «motivos personales» quedando este en manos de Sonsoles Soriano aunque no dejó el partido.